# Aeroport de Paysandú
L'Aeroport de Paysandú (IATA: PDU, OACI: SUPU) també conegut com a Internacional Tydeo Larre Borges, és un aeroport que es troba proper (6 km) a la ciutat de Paysandú, Uruguai.